# Antoni Polo Moya
Antoni Polo Moya   (El Forcall, 1960 - Tortosa, 2019) fou professor, psicopedagog, educador social i president de l'Esplai Blanquerna de Tortosa.
Antoni Polo va estudiar Magisteri, Psicopedagogia i Ciències Religioses i un Postgrau en Direcció i Gestió de Centres Educatius.
Va fer tasques de missioner a l'altiplà del Perú (1987-1990), més endavant va treballar com a educador al Centre Obert Sant Francesc, gestionat per l'Ajuntament de Tortosa. Va iniciar la  Residència Juvenil “Coll de l'Alba”, que va transformant-se en Centre Residencial d'Acció Educativa (1996-2000).
També fou membre de l'assemblea constituent del Col·legi d'Educadores i Educadors Socials de Catalunya a Terres de l'Ebre (2009). Convocat pel bisbe Xavier Salinas realitzà serveis al Col·legi Diocesà Sagrada Família de Tortosa, des de representant de la titularitat, director, professor i promotor de la residència d'Estudiants Adrià VI i de l'Escola d'Hoteleria Via Magna. També fou responsable del Pis Assistit “Cruïlla” del Pla Interdepartamental per la Infància. Fundador de l'Escola de l'Esplai de Tortosa i president del Patronat Obrer de la Sagrada Família (2000-2016), va treballar en la dinamització del món del lleure i del voluntariat.
Antoni Polo també va estar vinculat a la democràcia cristiana tortosina i l'any 2015, va ser candidat a les eleccions al Parlament de Catalunya per Unió Democràtica,així com també candidat al Senat espanyol per la formació demòcratacristiana.

## Obra publicada[6]
- Converses amb l'educació social de les comarques meridionals. Tarragona: Silva editorial-CEESC (2002)
- Esplai Blanquerna 1980-2000: una experiència d'inclusió a les Terres de l'Ebre. València: Siquem Ed. (2000)
- Educant en el Lleure. Formació per a monitors/monitores. Barcelona: Ed. Claret (2014).